# René Jaudon
René Jaudon, né le 18 mars 1889 à Marvejols et mort le 24 août 1966 à Puiseux-en-Bray, est un dessinateur et lithographe français.

## Biographie
René Jaudon voit le jour rue des Teinturiers à Marjevols dans la Lozère, avec une atrophie des jambes. Ses parents trouvent une maison plus adaptée au handicap de leur fils, dans le village de Chirac, dont ils sont originaires.
Il fait sa scolarité à l'école religieuse, tenue par les frères du Sacré-Cœur. En 1900, la famille quitte la région, et s'installe à Chalon-sur-Saône. Il exerce son premier emploi à l'agence chalonnaise du comptoir d'escompte. Attiré par les arts, il entre en apprentissage à l'imprimerie Moret comme apprenti dessinateur-lithographe.
René Jaudon entre à l'Académie Julian à Paris, puis est admis à l'école nationale supérieure des arts décoratifs en 1908, tout en travaillant comme dessinateur-lithographe à l'imprimerie Plummereau, puis chez Hachette. En 1910, il intègre l'école des beaux-arts de Paris. Il prépare le prix de Rome en réussissant aux épreuves préparatoires, mais chute à l'épreuve finale.
Après la Grande Guerre, il retourne à l'École des beaux-arts dans les ateliers de Flament et Renard. Il fait un séjour à la Casa de Velázquez dont il est lauréat. De retour en France, il rencontre la fille d'un sculpteur, Berthe Dubois, qu'il épouse le 28 novembre 1922.
En 1922, il obtient le prix Brizard et commence une carrière d'enseignant, chez Gustave Umbdenstock, architecte alsacien. En 1926 il est associé avec Baudry, ils forment à Paris une académie où ils enseignent la lithographie, la gravure et la peinture au 25 passage d'Enfer à Paris 14e arrondissement. Ses cours rencontrent un franc succès avec deux-cents élèves inscrits en 1939.
Il est nommé professeur de lithographie à l'école des beaux-arts de Paris en 1938, en remplacement de Louis Huvey, et continue parallèlement à dispenser son enseignement dans ses cours privés.
Bien que les cours cessent lorsque la France est envahie, ils reprennent normalement à la rentrée de septembre 1939. Les modèles sont choisis à l'Académie Calarossi, rue de la Grande-Chaumière.
En 1949, il arrête les cours privés pour raisons de santé et confie la direction de l'école au massier Robert Baudry, et ne poursuit que ses cours à l'École des beaux-arts. L'école va prendre le nom d'« atelier de dessin et d'arts décoratifs », Robert Baudry en assura le fonctionnement jusqu'en 1986. Aujourd'hui siège d'une association culturelle d'art dénommée « Académie 25 ».
René Jaudon habite dans l'Oise et se voit promu en 1950 commandeur des palmes académiques. Il prend sa retraite en 1959.
Il rend souvent visite à sa sœur, à la Canourgue, en compagnie de sa gouvernante. Il meurt subitement le 24 août 1966 alors qu'il vient de regagner Puiseux-en-Bray.

## Collections publiques
- Chalon-sur-Saône, musée Vivant-Denon.
- Paris, École nationale supérieure des beaux-arts.
- Madrid, Casa de Velázquez.

## Expositions
- Roubaix, galerie Dujardin, du 28 février au 6 mars 1928.

## Distinction
- Commandeur de l'ordre des Palmes académiques en 1950.

## Élèves notoires
- Jacques Auriac (1922-2003), de 1941 à 1943.
- Françoise Boudet (1925-2012), de 1945 à 1950, prix de Rome en 1950.
- Mickaël Compagnion (1929-2011), de 1946 à 1950.
- Roger Crusat (1917-1994), vers 1945.
- Jean Dewasne (1921-1999), en 1941.
- Gisèle Georges (1928), de 1945 à 1950.
- Jean-Claude Guignebert (1921-1989), vers 1938 à 1940
- Jean Joyet (1919-1994), en 1938 puis de 1945 à 1951.
- Sam Ringer (1918-1986), de 1947 à 1953.
- Louis Roger (1928-2018), élève de 1947 à 1949.
- Fernand Schlegel (1920-2002), en 1941.
- Pierre Soulages (1919-2022), de 1938 à 1939.
- Eliane Thiollier (1926-1989), en 1950.
- Henri Van Moé (1930-1989), de 1947 à 1949.
- Jacques Voyet (1926-2010), en 1945.
- Robert Wogensky (1919-2019), vers 1938 à 1940.